# Pusjkin: Poslednjaja duel
Pusjkin: Poslednjaja duel (russisk: Пушкин. Последняя дуэль) er en russisk spillefilm fra 2006 af Natalja Bondartjuk.

## Medvirkende
- Sergej Bezrukov som Aleksandr Pusjkin
- Anna Snatkina som Natalja Pusjkina
- Jevgenij Stytjkin som Lermontov
- Andrej Ilin som Konstantin Danzas
- Andrej Zibrov som Pjotr Vladimirovitj Dolgorukov